# Huang Qiuyan
Huang Qiuyan (chiń. 黄秋艳; ur. 5 stycznia 1980) – chińska lekkoatletka specjalizująca się w trójskoku.

## Osiągnięcia
- złoty medal igrzysk azjatyckich (Pusan 2002)
- złoto mistrzostw Azji (Manila 2003)
- 12. miejsce podczas igrzysk olimpijskich (Ateny 2004)
- 9. miejsce podczas mistrzostw świata (Helsinki 2005)
- brąz mistrzostw Azji (Inczon 2005)

## Rekordy życiowe
- trójskok – 14,72 (2001)
- trójskok (hala) – 14,40 (2002) rekord Chin